# Šarm el Šejk
Šarm el Šejk (شرم الشيخ - Šarmu š-Šayḫ, dobesedno »Šejkov zaliv«; hebrejsko: Ophira אופירה) je turistično mesto v Egiptu v  distriktu Džanub Sina (Južni Sinaj) na jugu polotoka Sinaj s pribl. 35.000 prebivalci.

## Geografija
Šarm el Šejk leži južno od Sinajske visoke planote ob Rdečem morju. Mesto se razteza ob obali od severa proti jugu med Sueškim zalivom in Akabskim zalivom. Naslednje najbližje mesto je Dahab; glavno mesto Egipta, Kairo, je oddaljeno okoli 490 km.

## Klima
Klima je zaradi lege ob toplem morju vlažna in topla. Najbolj topli meseci so maj in september, ko ima morje med 34 °C in 35,6 °C. Pozimi ležijo temperature v poprečju med  21 in 23 °C. Večjih padavin je le pozimi; toplota vode celo leto ne pada pod 20 °C. Glavni sezoni za potovanje sta jesen in pomlad. 

## Zgodovina
Šarm el Šejk najdemo prvič na pomorskih kartah lega 1762. Do leta 1980 je mesto bila ribiška vas s priblj. 100 prebivalci. S turizmom je prebivalstvo skokovito naraslo. V zadnjih letih je Šarm el Šejk vedno spet mesto srečanj v okviru visokih političnih konferenc, saj nudi hotelska infrastruktura možnosti kongresnega turizma. V 50ih in tja do 70ih let 20. stoletja je prišlo do več vojaških spopadov. Leta 1955 je bilo mesto zasedeno v okviru Sueške vojne. Med letoma 1967 – 1982 je bilo naselje po šestdnevni vojni zasedeno s strani Izraela, vendar je bilo celotno področje vrnjeno v izključno suverenost Egipta. V noči od 22. na 23. julija 2005 je bil Šarm el Šejk tarča terorističnega napada. V treh eksplozijah v Šarmu in v zalivu Naama je bilo ubitih najmanj 88 ljudi in po podatkih egiptovskega ministra za zdravje Mohameda Awada Taggeddina je bilo ranjenih nad 200 oseb.
V juniju 2008 je bilo sklenjeno pobratenje z namibijskim mestom Swakopmund.

## Turizem
Šarm el Šejk šteje med najbolj priljubljena letovišča ob Rdečem morju v Egiptu. Samo mesto je povsem usmerjeno v turizem.  Številni mednarodni hotelski kompleksi, restavracije, trgi, diskoteke, golf igrišča in mnogo več vabijo turiste. V predmestju Naama Bay (arab. {{{2}}}‎) je več kazinov.  
Šarm el Šejk je središče za potapljanje v Akabskem  zalivu. Zlasti so priljubljeni številni koralni grebeni in to tudi zaradi kakovosti vode in dejstva, da je skozi celo leto prijetno toplo. Za zaščito grebena je bil urejen narodni park Ras Mohammed, kjer je obisk dovoljen le s posebnim dovoljenjem. 

## Promet
Cestne povezave in redne avtobusne linije obstajajo v Eilat, Nuweiba, Dahab, Kairo, Aleksandrija in Suez.
Iz pristanišča so redne povezave s trajektom v  Hurghado in Aqabo, dodatno plujejo do Šarma tudi križarske ladje. 
Mednarodno letališče Šarm el Šejk ima letno nad 5 milijonov potnikov (2006) in je po Kairu drugo najpomembnejšo mesto države. Prvotno je to bilo vojaško letališče zgrajeno leta 1968 od Izraela, vendar je postalo civilno po vrnitvi Egiptu. Leta 2007 je bil zgrajen drugi terminal za letno kapaciteto 8 milijon ljudi. 
Javnega prevoza v mestu ni, vendar obstajajo minibusi. Dodatno so na razpolago taksiji, avtomobili v najem in turistični avtobusi velikih hotelov.  

## Spletne povezave
- Klimadiagramm und Klimatabelle von Sharm El-Sheich (deutsch)
- Offizielle Website Arhivirano 2012-02-07 na Wayback Machine.
- Informationen über Scharm El-Scheich (deutsch)